# Focus (periodico 1993)
Focus è un settimanale tedesco di attualità, terzo per diffusione. Pubblicato a Monaco di Baviera, è distribuito in tutto il paese. È considerato di tendenza conservatrice e favorevole al liberalismo economico.